# Diatraea lisetta
Diatraea lisetta is een vlinder van de familie van de grasmotten (Crambidae). De wetenschappelijke naam van deze soort is voor het eerst voorgesteld als Iesta lisetta door Harrison Gray Dyar Jr. in een publicatie uit 1909.
De soort komt voor in de Verenigde Staten (Florida), Mexico en Panama.